# Volodimır Şeyko
Volodymyr Oleksandrovich Shayko (Шейко Володимир Олександрович; 11 de janeiro de 1962) é um músico ucraniano, mais conhecido por ser o maestro da Orquestra Sinfónica da Rádio Ucraniana.